# Argeia (Okeanide)
Argeia (altgriechisch Ἀργεία Argeía) ist eine Okeanide der griechischen Mythologie, eine Tochter des Okeanos und der Tethys.
Sie heiratete ihren Bruder, den Flussgott Inachos, und hatte mit ihm Phoroneus und Io.